# Ludwig Haase (Maler, 1868)
Ludwig Haase (* 25. Oktober 1868 in Linz; † 7. März 1944 ebenda) war ein österreichischer Maler und Grafiker.

## Leben
Der Sohn des Malers Ludwig Haase (1827–1907) lebte und arbeitete in Linz.
Anfang der 1920er-Jahre entwarf er die Motive für die Notgeldscheine zahlreicher oberösterreichischer Gemeinden (z. B. Donautal, Baumgarten, Pöndorf, Pucking, Ruprechtshofen, Schleißheim, Ungenach). Mit 43 Entwürfen war er der gefragteste Notgeld-Designer, gefolgt von Klemens Brosch, Wilhelm Dachauer und Max Kislinger mit je rund einem Dutzend Vorlagen.

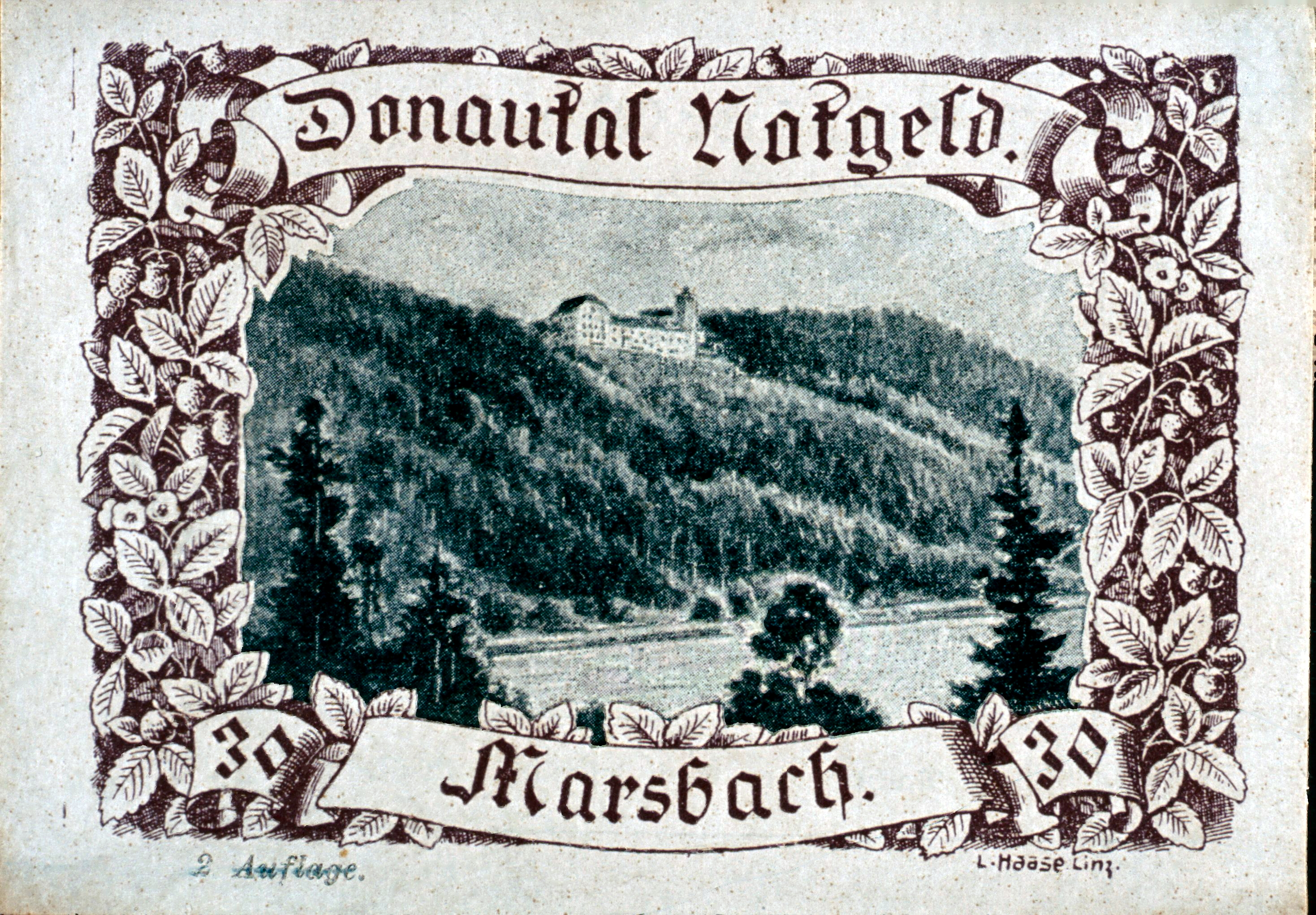
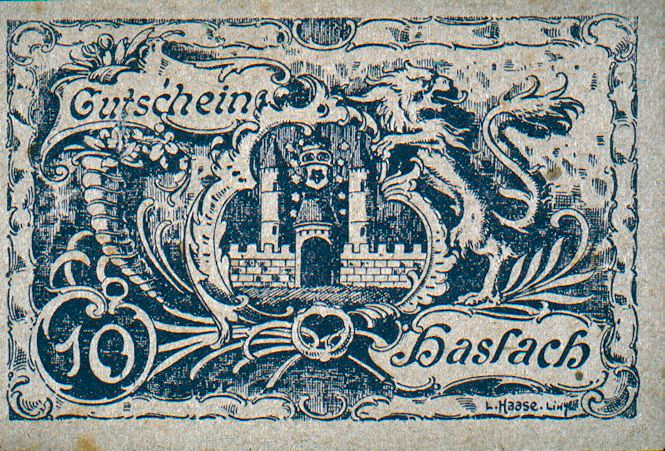
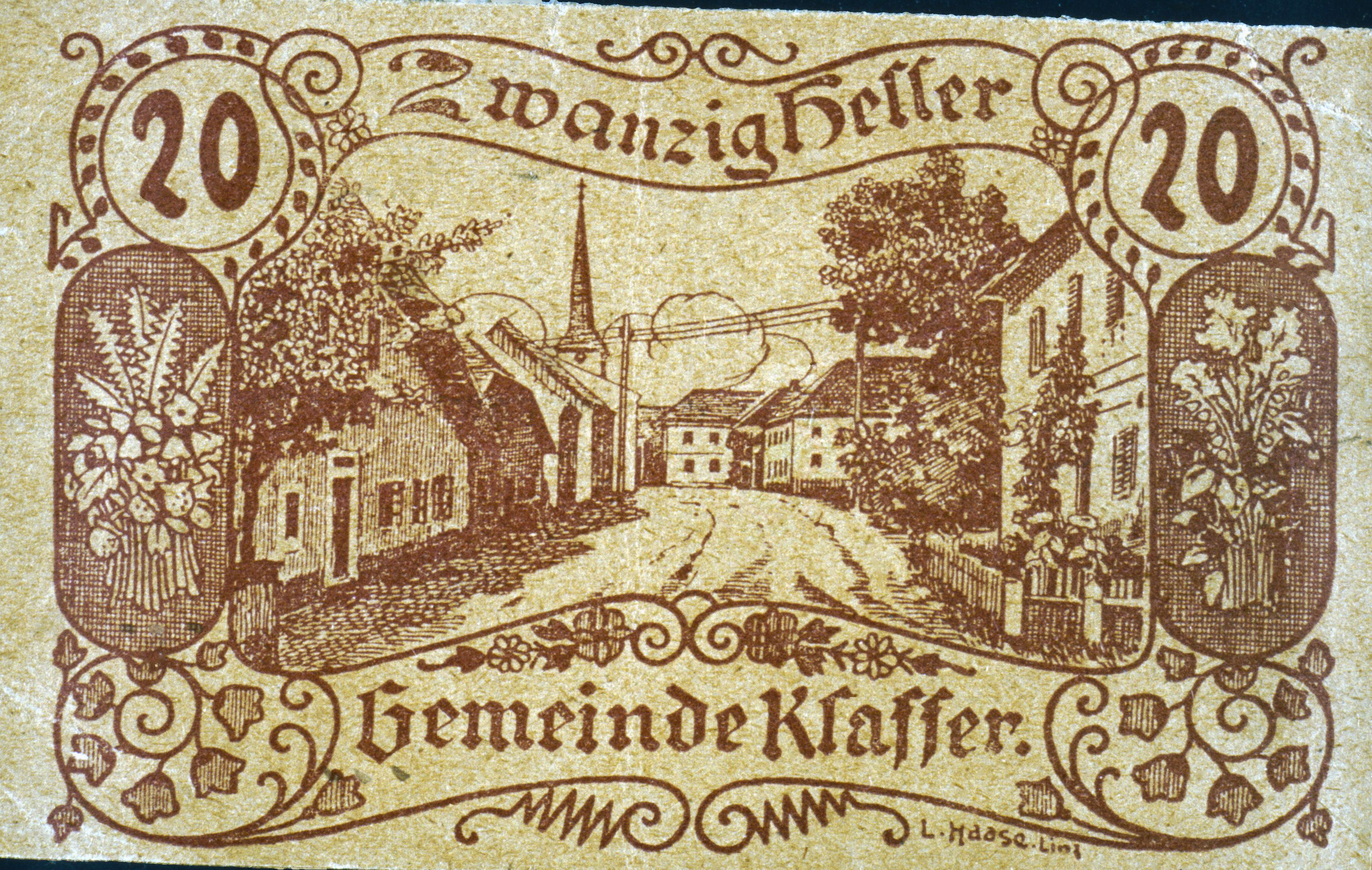

1936 schuf er im Untergeschoss der Linzer Grottenbahn eine Nachbildung des Linzer Hauptplatzes auf Leinwandkulissen.

## Werke

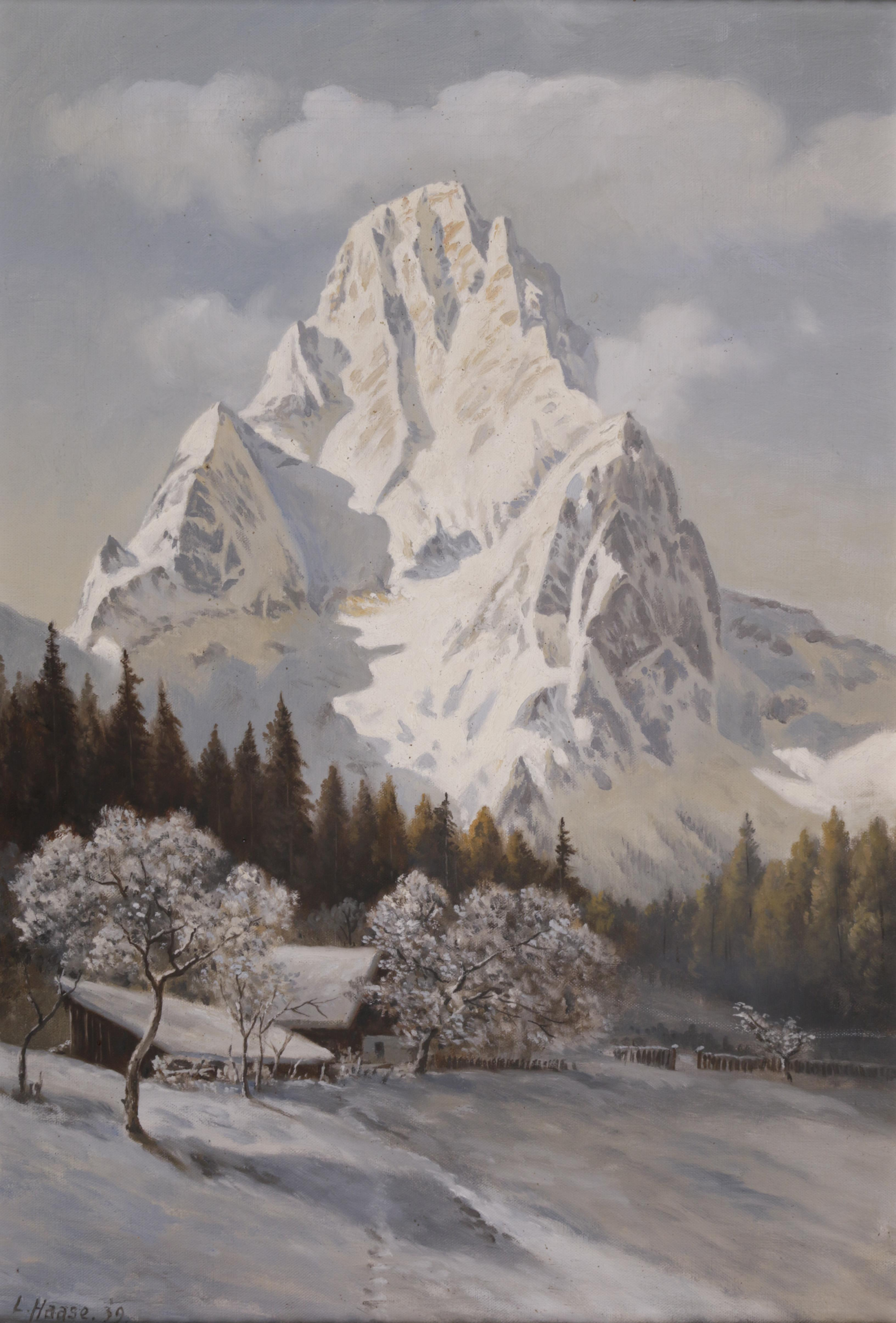
Gebirge in der Wintersonne

- Gosausee mit Blick auf den Dachstein (Öl auf Platte)
- Alpengipfel mit dem Wiesbachhorn (Öl auf Karton)
- Blick auf Hohen Salzburg (Öl auf Platte)
- Bergbauernhof mit Gebirgskette (Öl auf Karton)
- Blick auf den Dachstein (Öl auf Karton)
- Blick auf Linz (Aquarell)
- Gebirgsee (Öl auf Leinwand, 1919)
- Prunkbuch: Die dankbaren Gemeinden des Bezirkes Grieskirchen, 17 Ortschaftsaquarelle, unterfertigt von den Gemeindevorstehungen, anlässlich der Ernennung von Johann Nepomuk Hauser, Landeshauptmann von Oberösterreich zum Ehrenbürger.